# Gucharmap
gucharmap là một chương trình hiển thị bản đồ các ký tự Unicode, một phần của GNOME.  Chương trình cho phép hiển thị các máy tính theo các khối Unicode hoặc các script đồng thời thể hiện các thông tin liên quan đến các ký tự được chọn.